# Callipepla
Callipepla Wagler, 1832 è un genere di Odontophoridae. Tutti gli uccelli appartenenti a questo genere presentano una cresta e alcuni di essi anche un corpo vivacemente colorato.

## Tassonomia
All'interno del genere Callipepla sono inserite le seguenti quattro specie con le loro relative sottospecie:
- Callipepla californica (Shaw, 1798) - quaglia della California
- Callipepla douglasii (Vigors, 1829) - quaglia elegante
- Callipepla gambelii (Gambel, 1843) - colino di Gambel
- Callipepla squamata (Vigors, 1830) - quaglia squamata

In passato era inserita in questo genere anche la specie Oreortyx pictus, oggi inserita nel genere Oreortyx (di cui ne è l'unica) poiché gli antenati di questa specie si sono differenziati dalle altre specie di Odontophoridae 6 milioni di anni fa.